# Barger Meer
Barger Meer este o arie protejată (arie specială de conservare — SAC, sit de importanță comunitară — SCI) din Germania întinsă pe o suprafață de 7 ha, integral pe uscat.

## Localizare
Centrul sitului Barger Meer este situat la coordonatele 53°11′25″N 7°40′03″E / 53.1903°N 7.6675°E.

## Înființare
Situl Barger Meer a fost declarat sit de importanță comunitară în ianuarie 2005 pentru a proteja 1 specie de plante. Situl a fost protejat și ca arie specială de conservare în decembrie 2016.

## Biodiversitate
Situată în ecoregiunea atlantică, aria protejată conține 3 habitate naturale: Ape stătătoare oligotrofe până la mezotrofe, cu vegetație de Littorelletea uniflorae și/sau de Isoëto-Nanojuncetea, Mlaștini turboase de tranziție și turbării mișcătoare, Păduri acidofile de stejar bătrân cu Quercus robur pe câmpii nisipoase.
La baza desemnării sitului se află o specie protejată de  plante: Luronium natans.
Pe lângă speciile protejate, pe teritoriul sitului au mai fost identificate 3 specii de plante.